# Catedral (szczyt)
Catedral (hiszp. Cerro Catedral) – najwyższe wzniesienie Urugwaju o wysokości 513,66 m n.p.m.

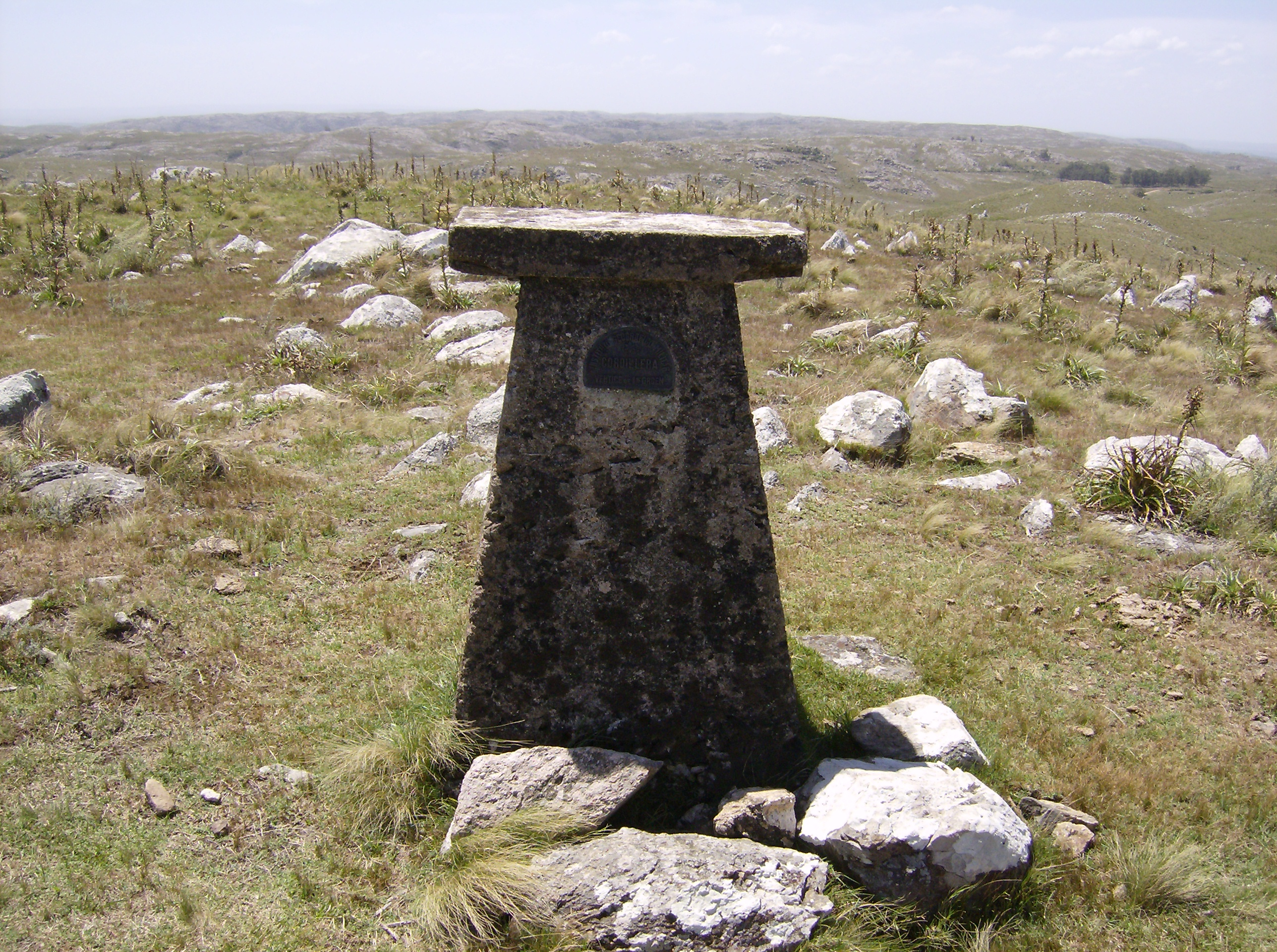
Znak geodezyjny na szczycie

Catedral wznosi się w południowo-wschodniej części kraju, w pasmie Sierra Carapé, wchodzącym w skład większej jednostki geologicznej – granitowych wzgórz Cuchilla Grande, rozciągających się na długości około 350 km, od granicy z Brazylią po Ocean Atlantycki i stanowiących jeden z najbardziej na południe wysuniętych fragmentów Wyżyny Brazylijskiej. Wzgórza Cuchilla Grande tworzą wschodnią granicę dorzecza Río Negro i oddzielają je od zlewni Lagoa Mirin. Catedral administracyjnie leży w departamencie Maldonado, około 50 km na północ od siedziby władz departamentu – miasta Maldonado, na zachód od drogi krajowej nr 109.
Za najwyższe wzniesienie Urugwaju uważany jest od 1973. Wcześniej miano to nosił aktualnie drugi pod względem wysokości Cerro de las Ánimas, w pasmie Sierra de las Ánimas, którego wierzchołek zmierzono na 501 m n.p.m. Stracił je w wyniku pomiarów przeprowadzonych przez badaczy z urugwajskiego Servicio Geográfico Militar, którzy bazowali na zdjęciach lotniczych w skali 1:50 000 wykonanych dla całego kraju.
Jest najniższym spośród najwyższych szczytów poszczególnych państw Ameryki Południowej.
Zarówno samo wzniesienie, jak i jego okolica, stwarzają dogodne warunki do pieszych wędrówek.